# Världsmästerskapen i breakdance
Världsmästerskapen i breakdance arrangeras av World DanceSport Federation, och hade premiär 2019.

## Upplagor
| Upplaga | År   | Värdstad | Mästare (herrar)               | Mästare (damer)                |
| ------- | ---- | -------- | ------------------------------ | ------------------------------ |
| 1       | 2019 | Nanjing  | Menno van Gorp (Menno) (NED)   | Ami Yuasa (Ami) (JPN)          |
| 2       | 2021 | Paris    | Victor Montalvo (Victor) (USA) | Ayumi Fukushima (Ayumi ) (JPN) |
| 3       | 2022 | Seoul    | Philip Kim (Phil Wizard) (CAN) | Ami Yuasa (Ami) (JPN)          |
| 4       | 2023 | Leuven   | Victor Montalvo (Victor) (USA) | Dominika Banevič (Nicka) (LTU) |
| 5       | 2024 | Chengdu  | Isshin Hishikawa (Issin) (JPN) | India Sardjoe (India) (NED)    |